# Walerian Łuszczewski
Walerian Łuszczewski herbu Korczak (zm. w 1737 roku) – kasztelan sochaczewski w 1720 roku, cześnik sochaczewski w 1709 roku.
Był członkiem konfederacji generalnej zawiązanej 27 kwietnia 1733 roku na sejmie konwokacyjnym. W 1733 roku był elektorem Stanisława Leszczyńskiego z województwa rawskiego.
W 1735 roku podpisał uchwałę Rady Generalnej konfederacji warszawskiej.